# Mekong Auto Corporation
Mekong Auto Corporation ist ein vietnamesischer Automobilhersteller mit Firmensitz in Ho-Chi-Minh-Stadt. Derzeit beschäftigt das Unternehmen 250 Arbeitnehmer.

## Firmengeschichte

### Der Anfang
Über die von der Regierung erteilte Lizenz 208/GP erfolgte am 22. Juni 1991 die offizielle Unternehmensgründung. Mekong Auto bezieht seine Fahrzeugteile aus 36 Ländern und sicherte sich deren Teilezulieferung über verschiedenartige Abkommen und auch mit Joint Ventures. Das Werk selbst beschäftigt sich lediglich mit der Montage von CKD-Bausätzen.

### Unerwartete Schwierigkeiten
Ngài Sung Kyun Moon, der den Verwaltungsratsvorsitz innehatte, war mit der Entwicklung des Unternehmens unzufrieden. Das Land befand sich nach wie vor in bürgerkriegsähnlichen Zuständen. Des Weiteren war das Werk nicht in gutem Zustand und musste immer wieder renoviert werden, was hohe Mengen an Kapital verschlang, dabei ist die Produktion nicht einmal angelaufen, so argumentierte er. Durch diese Situation war es der Mekong Auto schließlich nicht mehr möglich gewesen, ihre Finanzen auszugleichen, und es drohte der Konkurs. Als privates Unternehmen schaffte es der Verwaltungsratsvorsitz jedoch, sich notwendige staatliche Unterstützung zu sichern, welche dann letztlich über diese Barriere hinweghalf.

### Produktion läuft an
Die Produktion in der Delta Car Factory begann nach dieser Hürde am 20. Mai 1992. Je Produktionsjahr montiert das Unternehmen 175.200 Einheiten, dies entspricht einer Produktion von 480 Fahrzeugen pro Tag. Erstes Modell war der Mekong Stars-4WD. Eine Quelle bestätigt, dass Mekong von 1992 bis 1997 der Markenname für ein Pkw-Modell war. Kurz darauf setzte sich die italienische IVECO mit dem Unternehmen in Verbindung und setzte sich als ersten ausländischen Investor ein. Im Gegenzug dafür übernimmt Mekong Auto seither den Import von IVECO-Fahrzeugen nach Vietnam.
Im Juni 1995 kam ein weiteres Joint-Venture zum Abschluss, welches mit der italienischen Fiat S.p.A. vereinbart wurde. Im Juli wurde dann auch die Montage der Modelle Tempra und Siena aufgenommen.
Im Januar 1997 wurde von der SsangYong Motor Company ein weiteres Joint-Venture erwirkt. Neu im Programm war nun der große Luxus-SUV Musso, der hauptsächlich für die Parteifunktionäre bestimmt war. Der Stars-4WD wurde aus dem Programm genommen. In der Klasse der Kompakt-SUVs etablierte SsangYong dafür den Korando.

### Erfolg und Streben nach Verbesserung
Als erster Automobilhersteller Vietnams und den nun am Ende des Jahrtausends doch noch erreichten Erfolges, setzte sich Mekong Auto das Ziel, die Verbraucher im Inland nach eigenen Marktinteressen zu formen und immer die modernsten Automobile nach internationalen Standards zu fertigen.
Seit dem Oktober 1999 rüstet Mekong Autos auf Bestellung seine Fahrzeuge auch für militärische und ärztliche Einsätze um. Des Weiteren agiert das Unternehmen seither auch als Generalimporteur für zahlreiche Klein- und Reisebushersteller. Aber auch Lastkraftwagen aller Arten namhafter Hersteller werden vom Unternehmen ins Heimatland importiert.
Im Journal „Mekong Autofokus“ erklärte der zuständige Pressesprecher, dass das Unternehmen Treue gegenüber der Politik und den Verbraucher hat.

### Einführung des Kundendienstes
Seit 1999 verfügt Mekong Auto über ein landesweit verbreitetes Händler- und Werkstättennetzwerk. Die Teileversorgung übernimmt eine eigenständige Agentur. Je nach Modell gibt das Unternehmen dem Kunden 3 bis 5 Jahre Garantie auf seine Produkte. Beim Kauf eines neuen Personenkraftwagens in Zusammenhang mit der Verschrottung des Alt-PKWs, gewährt der vietnamesische Staat sogar Steuervergünstigungen und/oder finanzielle Unterstützungen.

### Das neue Jahrtausend
Zum Jahrtausendwechsel entschied sich die Firmenleitung für die Etablierung weiterer Modelle. Der alte SsangYong Musso wurde gegen die geänderte Version ausgetauscht und erhielt für den heimischen Markt den Namen SsangYong Musso Libero. Der Fiat Doblò schaffte es erst im Januar 2000 in Serie zu gehen und zeigte sich sowohl als PKW als auch in den Nutzfahrzeugversionen als erfolgreich.
Knapp über zwei Jahre später brachte Mekong Auto den Fiat Albea auf den Markt, der den Fiat Tempra ablöste. Obwohl die Mittelklasselimousine im Inland sehr beliebt war, entschied sich das Unternehmen zum Austausch des Modells.
Im Frühjahr 2004 setzte Mekong Auto ein Joint-Venture mit der nordkoreanischen Pyeonghwa Motor Plant auf und kündigte zum Jahreswechsel das noch bestehende mit der SsangYong Motor Company. Ins Modellprogramm wurden der in der Mittelklasse angesiedelte 7-sitzige Pyeonghwa Pronto DX aufgenommen, der ein Schwestermodell des chinesischen Dandong Shuguang ist und dem nordkoreanischen Pyeonghwa Ppeokkugi II entspricht. In der Nutzfahrzeugklasse setzte das Unternehmen dafür den Pick-up Pyeonghwa Premio DX, welcher gezielt Unternehmen, Lieferanten und auch Bauern ansprechen soll.

### Spannungen mit GM
Im September 2004 präsentierte die Mekong Auto Corporation ihr erstes eigenständig entwickeltes Fahrzeug, den Pyeonghwa Premio MAX. Chevrolet wollte zur gleichen Zeit mit seinen Chevrolet Colorado erstmals auf den Markt Vietnams präsent werden. Doch sehen sich beide Fahrzeuge so ähnlich, dass sich beide Unternehmen vorwerfen Firmenspionage begangen zu haben und Plagiate des jeweils anderen herzustellen. Bislang hat keines der Unternehmen rechtliche Schritte eingeleitet. Zwischen 2002 und 2008 wurde der Premio MAX als CKD-Bausatz unter dem Namen FAW ZhongNeng CA6460 S7 als SUV und FAW Zhongneng CA1021 Z7 als Pick-up in die Volksrepublik China exportiert, danach gefolgt als HuangHai SG Plutus lediglich als Pick-up. Seit 2009 wird das Modell in Nordkorea unter dem Namen Pyeonghwa Ppeokkugi 4WD vertrieben.

### Weiteres danach
Zum Jahreswechsel hin tauschte Mekong Auto den Fiat Siena gegen den neuen Fiat Grande Punto aus.
2007 wurden der Fiat Doblò sowie der Fiat Albea aus dem Programm genommen. Ersatz stellten dafür der Kleinwagen Fiat 500 und die Mittelklasselimousine Fiat Bravo.
2009 wurde der Premio DX durch die technisch überarbeiteten Pyeonghwa Premio DX II ersetzt. Neu in die LineUp wurde dafür als einziges Modell der Pyeonghwa Pronto GS aufgenommen, welcher die DX-Generation ablöste. Optisch entspricht der GS dem Toyota Land Cruiser Prado 120. Als neustes Modell wird von Mekong Auto seit dem Januar 2011 der Pyeonghwa Paso 990, ein Schwestermodell des DFM Mini Trucks des Typs EQ 1020 mit Kofferaufbauten für den lokalen Markt montiert. Die Teileversorgung für das Modell unterliegt der chinesischen Dongfeng Motor Corporation. Zudem gibt es seither den Premio DX II nun auch als Pick-up mit abnehmbaren Dach. Optisch wurde das Modell dem Premio MAX angepasst.

## Unternehmensstruktur

### Investition und Kapital
- Gesamtinvestition: 35,995,000 US-Dollar
- Rechtliches Kapital: 20,000,000 US-Dollar

### Einlage-Verhältnis
- Saeilo Machinery Japan Inc. (Japan): 51 %
- Sae Young International Inc. (Südkorea): 19 %
- Veam (Vietnam): 18 %
- Sakyno (Vietnam): 12 %

### Übersicht der leitenden Personen nach Position
- Vorsitzender: Sang Kwon Park
- Vizepräsidenten: Charles Young Lee, Nguyễn Thanh Giang, Motoo Furuta, Huỳnh Ngọc Ẩn
- Kommissionsbeiräte: Kim Moo Tea, Sadao Koyanagi, Đào Thị Minh Vân, Shinji Yamane, Lê Trọng Can